# Elias Magnus Fries
Elias Magnus Fries (15 d'agost de 1794 – 8 de febrer de 1878) va ser un micòleg i botànic suec.
Nasqué a Femsjö (Hylte) a Småland fill d'un clergue. El 1811 entrà a la Universitat de Lund on es doctorà el 1814 i el mateix any passà a ser professor de botànica. El 1834 era professor de botànica i economia pràctica a la Universitat d'Uppsala. El 1851 va ser nomenat director del Jardí botànic d'Uppsala. Anteriorment, el 1821, va ser elegit membre de la Reial Acadèmia Sueca de Ciències.
La seva obra més important va ser: Systema mycologicum (1821–1832), Elenchus fungorum (1828), els dos volums de Monographia hymenomycetum Sueciae (1857 i 1863) i Hymenomycetes Europaei (1874).
Fries és considerat després de Christian Hendrik Persoon, un fundador de la taxonomia moderna dels bolets. La seva taxonomia dels bolets va estar influenciada per Goethe i el Romanticisme alemany. Va fer servir les espores el color i la disposició dels himenòfors (porus, làmines, dents, etc.) com a característiques taxonòmiques principals.
Quan va morir el diari The Times va comentar que la seva obra era només era comparable a la de Linnaeus".